# فهرست آماری ترین‌های ایران
جدول زیر، ترین‌های ایران را در موضوعات ویژه و زمینه‌های گوناگون نشان می‌دهد. تنها آمارهای رسمی منتشر شده در این جدول به نمایش درآمده‌اند.
|  | کشور  | عملکرد                                                                                 | زمینه عملکرد       | تاریخ وقوع |
|  | ----- | -------------------------------------------------------------------------------------- | ------------------ | ---------- |
|  | ایران | بزرگ‌ترین صادرکننده قالی دست‌باف                                                         | اقتصاد             | نامشخص     |
|  | ایران | بیش‌ترین تعداد وسایل نقلیه گاز سوز, ۲٫۸۶ میلیون وسیله نقلیه گاز سوز استفاده می‌شود       | ترابری و حمل و نقل | 2011       |
|  | ایران | بزرگ‌ترین تولیدکننده قالی دست‌باف                                                        | صنعت               | ۲۰۱۰       |
|  | ایران | بزرگ‌ترین تولیدکنندهٔ فیروزه                                                             | صنعت               | ۲۰۱۰       |
|  | ایران | بزرگ‌ترین ذخیره روی                                                                     | صنعت               | ۲۰۱۰       |
|  | ایران | قدیمی‌ترین کشور جهان، تأسیس: ۳۲۰۰ سال قبل از میلاد                                      | تاریخ              | ۲۰۱۰       |
|  | ایران | 'دقیق‌ترین گاهشمار، گاهشمار ایرانی                                                      | ژئوفیزیک           | ۲۰۱۰       |
|  | ایران | بیشترین تعداد زمین‌لرزه‌های شدید، ۵٫۵+ ریشتر شدت                                         | زمین‌شناسی          | ۲۰۱۰       |
|  | ایران | سریع‌ترین رشد سالانه در علم و تکنولوژی دنیا، ۱۰۰۰٪ افزایش تولید علم و تکنولوژی در جهان  | علم                | ۲۰۱۰       |
|  | ایران | بزرگ‌ترین تولیدکنندهٔ زرشک                                                               | کشاورزی            | ۲۰۰۹       |
|  | ایران | بزرگ‌ترین تولیدکنندهٔ زعفران، ۹۳٫۷٪ تولید دنیا                                           | کشاورزی            | ۲۰۰۹       |
|  | ایران | بزرگ‌ترین تولیدکنندهٔ خاویار                                                             | کشاورزی            | ۲۰۰۹       |
|  | ایران | بزرگ‌ترین واردکنندهٔ گندم                                                                | مصرف               | ۲۰۰۹       |
|  | ایران | بزرگ‌ترین فرآورنده پسته، با ۲۳۰٬۰۰۰ تن                                                  | کشاورزی            | ۲۰۰۷       |
|  | ایران | بزرگ‌ترین فرآورنده گونه‌های توت                                                          | کشاورزی            | ۲۰۰۷       |
|  | ایران | بزرگ‌ترین فرآورنده میوه‌های هسته‌دار                                                      | کشاورزی            | ۲۰۰۷       |
|  | ایران | داغ‌ترین دمای ثبت‌شده در سطح زمین، ۷۰٫۷ درجه سانتی‌گراد (۱۵۹ فارنهایت) ثبت شده در دشت لوت | آب‌وهوا             | ۲۰۰۵       |
|  | ایران | بالاترین نسبت نام‌نویسی دختران به پسران در مدارس، ۱٫۲۲ دانش‌آموز دختر به پسر             | آموزش              | ۲۰۰۵       |
|  | ایران | بالاترین نرخ فرار مغرها در جهان                                                        | جمعیت‌شناسی         | ۲۰۰۳       |
|  | ایران | میزبان بزرگ‌ترین جمعیت آوارگان خارجی، بیشتر آوارگان عراقی و افغان                       | انسان‌دوستانه       | ۱۹۹۹       |
|  | ایران | بالاترین درصد شیوع مصرف مواد افیونی، ۲٫۸٪ از کل جمعیت                                  | سلامت              | ۱۹۹۹       |
|  | ایران | مرگبارترین بوران ثبت‌شده در جهان، ۴۰۰۰ کشته در بوران ۱۳۵۰ ایران                         | آب‌وهوا             | ۱۹۷۲       |